# Hwayang-myeon, Seocheon-gun
Hwayang-myeon (koreanska: 화양면) är en socken i kommunen Seocheon-gun i provinsen Södra Chungcheong i Sydkorea, 170 km söder om huvudstaden Seoul.